# Carlos Monich
Johann Theodor Carl Adolf Monich (Schwerin, 21 de setembro de 1828 — Joinville, 29 de janeiro de 1906) foi um político brasileiro, nascido na Alemanha, e o quinto prefeito de Joinville.
Carlos Monich nasceu em Schwerin, Alemanha, e imigrou para o Brasil em 1857. Estabeleceu-se em Joinville, Santa Catarina, residindo na Mittelweg (Caminho do Meio), atual rua XV de Novembro.
Carlos Monich foi membro tanto do Partido Conservador quanto do Liberal, em diferentes momento. Ele exerceu o mandato de vereador por quatro vezes (1ª, 2ª, 3ª e 5ª legislaturas da época da monarquia. Entre 15 de outubro e 19 de novembro de 1877, durante a suspensão de Augusto Stock, assumiu como presidente da Câmara Municipal, com funções executivas outorgadas, futuramente, a prefeitos.
Foi pioneiro no serviço postal, realizado por estafeta sob concessão do governo Imperial. Realizava duas viagens semanais entre Joinville, Campo Alegre e São Bento do Sul, serviço que era feito a cavalo e mais tarde por meio de trole. 
Em 1881 foi primeiro concessionário do serviço de diligências entre Joinville e São Bento do Sul para o transporte de passageiros e mala postal, sob concessão do governo da Província. As viagens eram feitas três vezes por mês, ida e volta, com a mala postal, e o transporte de passageiros realizado pelo próprio Carlos Monich. O ponto de partida era a Agência dos Correios em Joinville. As pesadas carruagens levavam 4 passageiros de cada vez. Carlos Monich foi concessionário até 1900, passando o posto a seu filho Harry Monich que exerceu a função até 1910, quando o serviço postal passou a ser feito por trens.
Ingressando na maçonaria em 1861, nela permaneceu durante toda sua vida.
Contraiu matrimônio, já no Brasil, com a Maria Elisabeth Beer, nascida na Suíça, com quem não deixou descendentes. Após o falecimento da primeira esposa, casou-se com Marie Sophie Ernestine Fantow, imigrada da Alemanha em 1856, com quem teve 11 filhos, 8 dos quais deixaram descendência, estando ligados pelo casamento às famílias mais tradicionais de Joinville.
A ponte que liga a rua Dona Francisca à avenida José Vieira leva o nome de Ponte Prefeito Carl Monich, em sua homenagem.